# Bursa condita
Bursa condita is een slakkensoort uit de familie van de Bursidae. De wetenschappelijke naam van de soort is voor het eerst geldig gepubliceerd in 1791 door Gmelin.